# Спортинвест (футбольный клуб)
«Спортинвест» (укр. Футбольний клуб «Спортінвест») — украинский футбольный клуб из города Кривой Рог Днепропетровской области.

## История
Команда выступала в первенствах и кубках Днепропетровской области и только в сезоне 1994—1995 годов дебютировала в четвёртой зоне любительской лиги, где заняла первое место.
4 июня 1995 года любительский клуб объединился с профессиональным клубом «Сириус» (Кривой Рог), который уступил своё место во Второй лиге и отдал своих футболистов. Благодаря таким изменениям, в сезоне 1995—1996 годов «Спортинвест» дебютировал во Второй лиге, в группе «Б». После 22-го тура команда снялась с соревнований и в оставшихся матчах ей засчитаны технические поражения. В итоге команда заняла 17 место.
После завершения единственного сезона во Второй лиге, клуб уступил своё место команде «Нива» (Бершадь). В следующем сезоне отказался от участия в соревнованиях профессионалов и был расформирован.

## Достижения
- 1995 — Победитель зоны любительского чемпионата Украины.